# سفارة السويد في باكستان
سفارة السويد في باكستان هي أرفع تمثيل دبلوماسي لدولة السويد لدى باكستان. تقع السفارة في إسلام آباد وهي تهدف لتعزيز المصالح السويدية في باكستان.

## وصلات خارجية
- قائمة سفارات السويد
- قائمة السفارات في باكستان